# Здирання шкіри з Марсія (Тіціан)
Здирання шкіри з Марсія (англ. The Flaying of Marsyas) — картина Тіціана Вечелліо, італійського живописця епохи Високого та Пізнього Відродження, головного представника венеційської художньої школи. Була створена в 1570-х роках. За основу взятий давньоримський сюжет протистояння Марсія та Аполлона, що був описаний в «Метаморфозах» Овідія (книга XI, Марсій 382—400). Науковці та дослідники, що обговорювали суть картини дійшли згоди, що її вплив на глядачів значною мірою полягає у передачі малих деталей, що підсилюється при спогляданні на значній відстані. Цю техніку Тіціан використовував бувши вже зрілим художником, щоб підкреслити трагічність низки сцен. Картина під інвентарним номером KE 2370 — O 107 знаходиться в Кромержижському археологічному музеї, що знаходиться в будівлі Єпископства міста Кромержиж.

## Історія
Картина була створена італійським художником, відомим майстром портрету, пейзажу та міфологічними й релігійними сюжетами — Тіціаном. Картину «Здирання шкіри з Марсія» він написав слідуючи традиції зображати сюжети давньоримських міфів. На своєму полотні він передав сюжет з книги «Метаморфози» Овідія, де це одна із найжахливіших та найжорстокіших сцен. Одного разу богиня Афіна створила флейту з очерету, яка передавала досить гарні звуки, що зачаровували слухачів. Однак, згодом вона побачила, що гра на цьому інструменті спотворює її обличчя. Афіна прокляла музичний інструмент та викинула його. Сатир Марсій, прогулюючись, знайшов цю флейту та залишив собі. З часом він так навчився на ній грати, що всі слухачі переконали його в тому, що рівних у грі йому не має. Надихнувшись цим Марсій викликав на музичний поєдинок бога Аполлона. Врешті-решт перемогу здобув Аполлон і бувши розгніваним на зухвалість сатира вирішив покарати його. Він велів повісити Марсія догори ногами та здирати шкіру по живому. Саме на останній сцені акцентував увагу Тіціан. Він передав останні миті Марсія, коли з нього шматок за шматком зрізають шкіру, видно відкриті рани та на землю стікає кров, яку охоче злизує маленька собака. Один із сатирів несе відро, призначення якого залишається невідомим. Сцена наповнена трагізмом й водночас байдужістю, яка була передана за допомогою Аполлона, який попри відбуваючися навколо нього жахіття — апатично продовжує грати музику. Як і деякі інші свої картини, цю Тіціан також не закінчив у водночас, повертаючись до виправлення, модифікуючи її та удосконалюючи деталі.
У 2016 році музей мистецтва Метрополітен влаштовував виставку та запросив дозволу на отримання картини «Здирання шкіри з Марсія» для демонстрації поціновувачам на строк у пів року. Врешті-решт вона була надана, але за умови транспортування у спеціальному контейнері з постійною температурою +10 °C, перевезенні в броньованому автомобілі, а також транспортуванні літаком Boeing 777, якщо на його борту не будуть одночасно декілька шедеврів мистецтва.